# مشروع البوليماث
مشروع البوليماث هو تعاون بين مجموعة من الرياضيين لحل مشاكل مهمة وصعبة متعلقة بالرياضيات من خلال التنسيق بين العديد من الرياضيين والتواصل مع بعضهم البعض لمحاولة لإيجاد أفضل طريقة لحل المسألة. بدأ المشروع في يناير 2009 على مدونة تيموثي غاورز عندما نشر مسألة وطلب من قرائه نشر أفكار جزئية للوصول إلى الحل. أسفرت هذه التجربة عن إجابة جديدة لمسألة صعبة، ومنذ ذلك الحين نما مشروع البوليماث ليصف عملية معينة لاستخدام التعاون عبر الإنترنت لحل أي مشكلة رياضية.

## الأصل
في يناير 2009 ، اختار تيموثي غاورز بدء تجربة اجتماعية على مدونته عن طريق اختيار مسألة رياضية مهمة لم يتم حلها وإصدار دعوة لأشخاص آخرين للمساعدة في حلها بشكل تعاوني في قسم التعليقات في مدونته. جنبًا إلى جنب مع مسألة الرياضيات نفسها، طرح غاورز سؤالًا تم تضمينه في عنوان منشور المدونة الخاص به، «هل الرياضيات التعاونية على نطاق واسع ممكنة التحقيق؟»  أدى هذا المنشور إلى إنشاء مشروع البوليماث.

## المسائل المحلولة

### بوليماث1
كانت المسألة الأولية المقترحة لهذا المشروع ، والتي تسمى الآن بوليماث1 من قبل مجتمع البوليماث ، هي العثور على برهان توافقي جديد لنسخة الكثافة من مبرهنة هالز-جيويت. مع تبلور المشروع ، ظهر مساران رئيسيان لتكملة المشروع. المسار الأول ، الذي تم تنفيذه في تعليقات مدونة غاورز ، سيستمر على الهدف الأصلي المتمثل في إيجاد برهان توافقي. في حين ركز المسار الثاني ، الذي تم تنفيذه في تعليقات مدونة تيرنس تاو ، على حساب حدود كثافة أعداد هالز-جيويت وأعداد موزر للأبعاد المنخفضة.
بعد سبعة أسابيع ، أعلن غاورز على مدونته أن المسألة «ربما تم حلها» ، على الرغم من أن العمل سيستمر على كل من مسار غاورز ومسار تاو حتى مايو 2009 ، بعد حوالي ثلاثة أشهر من الإعلان الأولي. في المجموع ، ساهم أكثر من 40 شخصًا في مشروع بوليماث1. نجح كلا المساري بوليماث1، حيث تم نشر ورقتين جديدتين على تحت اسم مستعار «د.ه.ج. بوليماث» (D.H.J. Polymath) ، حيث تشير الأحرف الأولى إلى المسألة نفسها «كثافة هالز-جيويت».

### بوليماث5
تم إنشاء هذا المشروع لمحاولة حل مسألة التناقض لإيردوس. كان نشطاً في عام 2010 وتم إحياءه لفترة وجيزة في عام 2012 ، لكنه لم تحل ينتهي بحل المسألة في نهاية المطاف. ومع ذلك ، في سبتمبر 2015 ، حل تيرنس تاو ، أحد المشاركين في بوليماث5 ، المسألة في ورقتين بحثيتين. أثبتت إحدى الأوراق البحثية الشكل المتوسط لحدسيات تشولا و إليوت ، مع الاستفادة من التطورات الحديثة في نظرية الأعداد التحليلية المتعلقة بالارتباطات بين قيم الدوال الضربية. أظهرت الورقة الأخرى كيف أن هذه النتيجة الجديدة ، جنبًا إلى جنب مع بعض الحجج التي اكتُشفت وطُوِرت من طرف بوليماث5 ، كانت كافية لإعطاء حل كامل للمسألة. وهكذا ، انتهى الأمر بـ بوليماث5 إلى تقديم مساهمة كبيرة في الحل.

## المنشورات
- Polymath، D. H. J. (2010)، "Density Hales-Jewett and Moser numbers"، An irregular mind، Bolyai Soc. Math. Stud.، János Bolyai Math. Soc., Budapest، ج. 21، ص. 689–753، arXiv:1002.0374، DOI:10.1007/978-3-642-14444-8_22، MR:2815620. From the Polymath1 project.
- Polymath، D. H. J. (2012)، "A new proof of the density Hales-Jewett theorem"، حوليات الرياضيات، Second Series، ج. 175، ص. 1283–1327، arXiv:0910.3926، DOI:10.4007/annals.2012.175.3.6، MR:2912706. From the Polymath1 project.
- Tao، Terence؛ Croot، Ernest, III؛ Helfgott، Harald (2012)، "Deterministic methods to find primes"، Mathematics of Computation، ج. 81، ص. 1233–1246، arXiv:1009.3956، DOI:10.1090/S0025-5718-2011-02542-1، MR:2869058{{استشهاد}}:  صيانة الاستشهاد: أسماء متعددة: قائمة المؤلفين (link). From the Polymath4 project. Although the journal editors required the authors to use their real names, the arXiv version uses the Polymath pseudonym.
- Polymath، D. H. J. (2014)، "New equidistribution estimates of Zhang type"، Algebra & Number Theory، ج. 9، ص. 2067–2199، arXiv:1402.0811، Bibcode:2014arXiv1402.0811P، DOI:10.2140/ant.2014.8.2067. From the Polymath8 project.
- Polymath، D.H.J. (2014)، "Variants of the Selberg sieve, and bounded intervals containing many primes"، Research in the Mathematical Sciences، ج. 1، ص. 12، arXiv:1407.4897، Bibcode:2014arXiv1407.4897P، DOI:10.1186/s40687-014-0012-7، MR:3373710{{استشهاد}}:  صيانة الاستشهاد: دوي مجاني غير معلم (link) From the Polymath8 project.
- Polymath، D. H. J. (2014)، "The "bounded gaps between primes" Polymath project: A retrospective analysis" (PDF)، جمعية الرياضيات الأوروبية، ج. 94، ص. 13–23، arXiv:1409.8361، Bibcode:2014arXiv1409.8361P، مؤرشف من الأصل (PDF) في 2022-12-25.